# Cameraria shenaniganensis
Cameraria shenaniganensis là một loài bướm đêm thuộc họ Gracillariidae. Nó được tìm thấy ở Hoa Kỳ (California).
Chiều dài cánh trước là 3.1-4.2 mm.
Ấu trùng ăn Quercus chrysolepis. Chúng ăn lá nơi chúng làm tổ.

## Etymology
Tên khoa học có nguồn gốc từ loài địa phương (Shenanigan Flat) và the Latin suffix -ensis (denoting place, locality)